# Leptanthura urospinosa
Leptanthura urospinosa là một loài chân đều trong họ Leptanthuridae. Loài này được Kensley miêu tả khoa học năm 1975.